# 206 aC
El 206 aC va ser un any del calendari romà prejulià. A la República i a l'Imperi Romà es coneixia com l'Any del Consolat de Metel i Filó (o també any 548 Ab urbe condita). L'ús del nom «206 aC» per referir-se a aquest any es remunta a l'alta edat mitjana, quan el sistema Anno Domini va ser el mètode de numeració dels anys més comú a Europa.

## Esdeveniments

### Antiga Roma
- Aquest any són nomenats cònsols Quint Cecili Metel i Luci Veturi Filó.[2]
- Els dos cònsols arrasen el territori dels aliats d'Hanníbal Barca, al Brutium, des de Cosenza.[3]
- Al final del seu mandat, Filó torna a Roma per celebrar els comicis mentre el seu col·lega es queda al Bruttium.[4]

### Hispània
- Batalla d'Ilipa, (actual Alcalá del Río, Sevilla). A la primavera d'aquest any, s'enfronten els exèrcits cartaginesos contra les legions romanes. El resultat és una de les més importants derrotes dels cartaginesos en terreny hispà, durant la Segona Guerra Púnica. Aquesta batalla és decisiva en la retirada cartaginesa durant la conquesta romana d'Hispània.[5]
- Revolta d'Indíbil i Mandoni contra Escipió l'Africà. Les informacions sobre la malaltia i mort d'Escipió indueixen a Indíbil i Mandoni a una revolta general dels ilergets i tribus aliades.Però se sap que Escipió és viu, i els revoltats es retiren, però el general romà no està disposat a deixar la revolta sense càstig. Creua l'Ebre, derrota els ilergets i ocupa el seu campament fent una gran matança. Mandoni es presenta al campament romà i es sotmet al general, que li perdona la vida i la del seu germà i els torna a acceptar com a aliats a canvi del pagament d'una quantitat de diners.[6]
- Gai Luci Marci Sèptim, durant la malaltia d'Escipió assumeix el comandament de l'exèrcit. Magó es refugia a Gades i envia a Hannó per reclutar mercenaris entre les tribus d'Hispània veïnes. Hannó reuneix una força important però abans d'organitzar-se, Marci Sèptim l'ataca en la batalla del Guadalquivir, prop de la desembocadura del Guadalquivir. Hannó fuig del camp de batalla amb un petit cos de tropes però els mateixos mercenaris l'entreguen al general romà una mica després.[7]
- Batalla naval de Carteia, una batalla naval entre la flota cartaginesa i la flota romana prop de Carteia. La flota de Gai Leli surt al combat, amb la quinquerrem al capdavant, sorprenent Adhèrbal, que es veu empès a la lluita perquè els corrents marítims feien impossible la fugida, i fins i tot la batalla. El xoc és caòtic, ja que les trirrems d'ambdós contendents maniobren amb moltes dificultats. El combat es generalitza i lluiten bravament els dos bàndols. Finalment la quinquerrem de Leli pot envestir les trirrems, enfonsant-ne dos i immobilitzant-ne una tercera. Adhèrbal es dona per vençut i posa proa a la costa africana desentendre's del combat. Leli torna a Carteia.[8]
- Setge de Cartago Nova. Magó embarca les seves darreres forces, formades per uns pocs milers d'homes i algunes naus, i recorrent la costa arriba a Cartago Nova, on ancora les naus i desembarca les tropes assetjant la ciutat, però els romans rebutgen l'atac.[9]
- Magó hiverna a Menorca, al port de Maó. Possible fundació de la ciutat romana de Maó.[10]

## Necrològiques
- Pèlops d'Esparta, rei d'Esparta (210 aC-206 aC), assassinat per Nabis, que ocupa el poder.[11]